# Кео Сокпхенг
Кео Сокпхенг (кхмер. កែវ សុខផេង, нар. 3 березня 1992, Кратьех) — камбоджійський футболіст, нападник клубу «Вісакха» та національної збірної Камбоджі.

## Клубна кар'єра
Кео Сокпхенг народився у провінції Кратьех, та розпочав виступи на футбольних полях у 2012 році в камбоджійському клубі «Боеунг Кет». У перший же рік виступів він став у складі команди чемпіоном країни. У 2015 році Кео став футболістом столичної команди «Пномпень Краун», і в перший же рік виступів за нову команду знову став чемпіоном країни, одночасно ставши її кращим бомбардиром, відзначившись 16 забитими м'ячами в 34 проведених матчах.
На початку 2018 року Кео Сокпхенг став гравцем малайзійського клубу «Перак». За півроку, зігравши у складі малайзійської команди 4 матчі, та відзначившись 1 забитим м'ячем, Кео повертається на батьківщину, де стає гравцем клубу «Вісакха».

## Виступи за збірну
У 2015 році Кео Сокпхенг дебютував у складі національної збірної Камбоджі. У складі збірної брав участь у відбіркових турнірах до чемпіонатів світу 2018 та 2022 року, а також у футбольному турнірі Ігор Південно-Східної Азії. На початок 2023 року зіграв у складі збірної 62 матчів, у яких відзначився 15 забитими м'ячами.

## Титули і досягнення
- Чемпіон Камбоджі: 2012, 2015
- Володар Кубка Камбоджі: 2020, 2021, 2022